# Zollhaus Ballenstedt

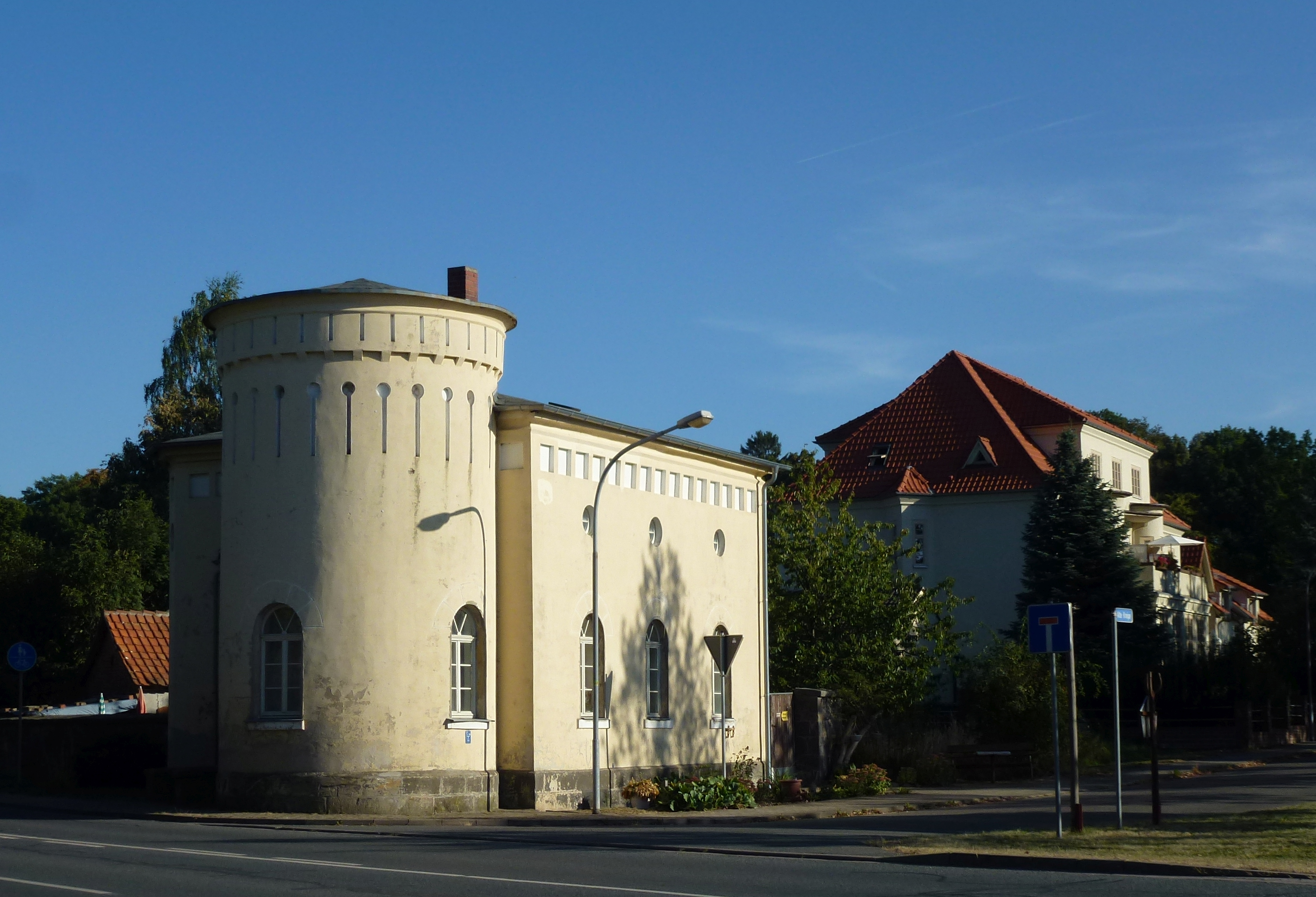
Zollhaus Ballenstedt

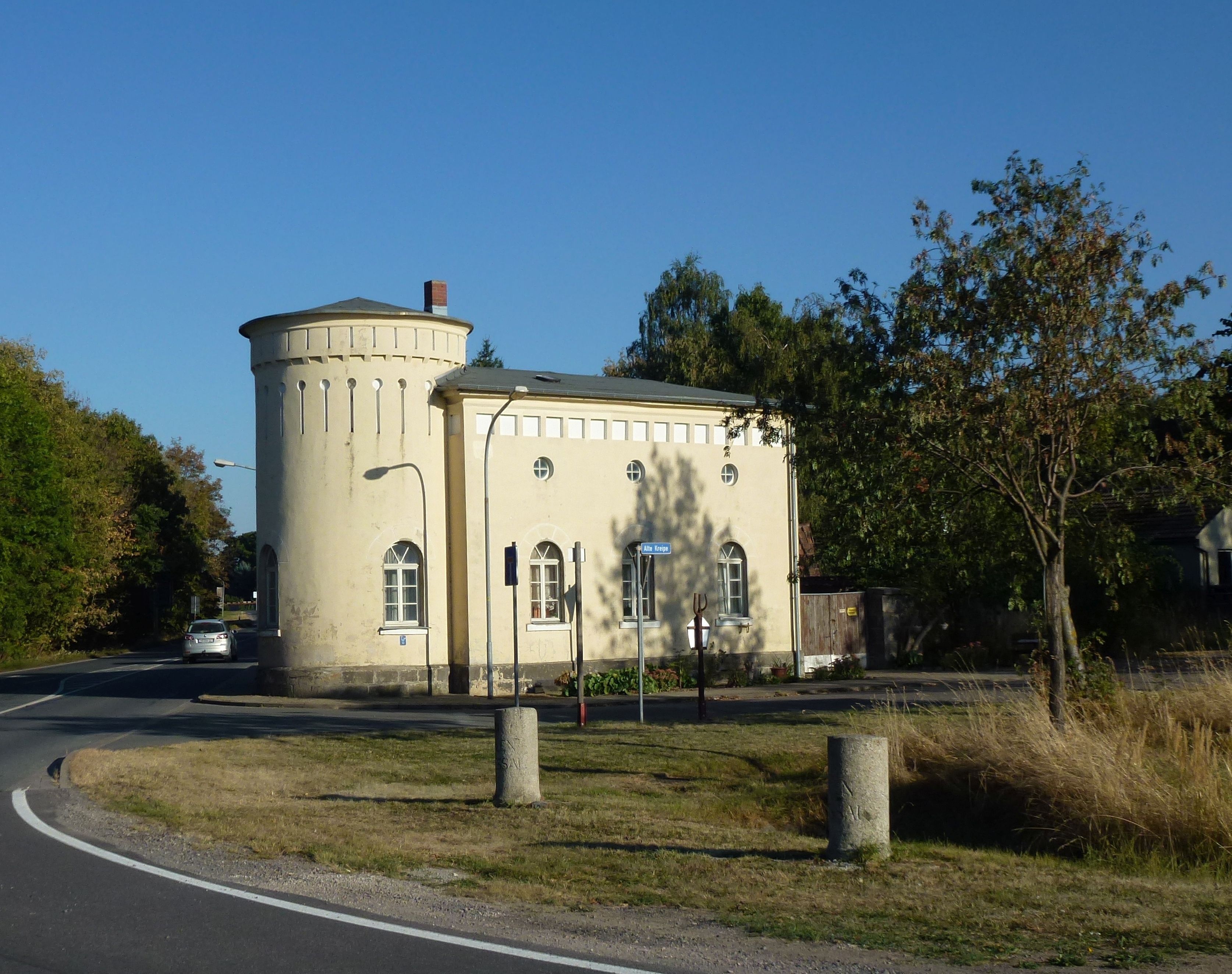
Zollhaus und Meilensteine

Das Zollhaus ist ein denkmalgeschütztes Gebäude in Ballenstedt im Landkreis Harz.
Ähnlich wie in Anhalt-Köthen (Porst, Großpaschleben) wurden in Anhalt-Bernburg sogenannte Zollhäuser errichtet. Der Funktion nach handelte es sich bei ihnen um Chausseehäuser, da hier das Geld für die Benutzung der Straße kassiert wurde. Ähnlich wie in Porst hat man hier eine ungewöhnliche Architektur gefunden, um die Ecke gut überblicken zu können.
Das im zweiten Viertel des 19. Jahrhunderts errichtete klassizistische Gebäude besitzt einen Turm an der Ecke Alte Kreipe / Quedlinburger Straße, so dass diese und die benachbarten Straßen gut überblickt werden konnten. Daneben befindet sich das eigentliche Gebäude an der Alten Kreipe. In unmittelbarer Nähe biegt die heutige Bundesstraße 185, die wichtigsten Ost-West-Verbindung Anhalts, die von Dessau über Köthen, Bernburg und Aschersleben gen Harz führte, ab. Zudem trifft hier die Straße Am Zehling auf die heutige L 242.
In der Nähe des unter Denkmalschutz stehenden Bauwerks, das zumeist nur das gelbe Haus genannt wird, wurden im Jahr 1992 zwei anhaltische Meilensteine aufgestellt. Sie standen ursprünglich nordöstlich von Ballenstedt (10-Meilen-Stein) bzw. westlich (11-Meilen-Stein). Im Denkmalverzeichnis ist das Zollhaus mit der Nummer 094 50310 erfasst. Neben den Rundbogenfenstern ziert das Gebäude ein Kassettenfries mit darunter angeordneten Blendscharten. Als Vorbild für die ungewöhnliche Architektur gelten Stadttore mit Torhäusern.